# Ameloblastoma periférico
O ameloblastoma periférico é incomum, ocorrendo em cerca de 1% dos ameloblastomas. Provavelmente, o tumor origina-se de restos epiteliais odontogênicos abaixo da mucosa oral, ou de células epiteliais da camada basal do epitélio da mucosa. As lesões histologicamente têm as mesmas características da forma correspondente intra-ósseo do tumor.